# Saint-Denœux
Saint-Denœux ([sɛ̃ døˈnø] ) ist eine französische Gemeinde mit 171 Einwohnern (Stand: 1. Januar 2022) im Département Pas-de-Calais in der Region Hauts-de-France. Sie gehört zum Arrondissement Montreuil und ist Mitglied im Gemeindeverband Communauté de communes des 7 Vallées. Die Einwohner werden Saint-Denœusiens und Saint-Denœusiennes genannt.
Saint-Denœux grenzt im Nordwesten an Sempy, im Norden an Humbert, im Nordosten an Embry, im Osten an Hesmond, im Süden an Loison-sur-Créquoise, im Südwesten an Marenla und im Westen an Aix-en-Issart.

## Bevölkerungsentwicklung
| Saint-Denœux: Einwohnerzahlen von 1793 bis 2020                                                                            | Saint-Denœux: Einwohnerzahlen von 1793 bis 2020 | Saint-Denœux: Einwohnerzahlen von 1793 bis 2020 | Saint-Denœux: Einwohnerzahlen von 1793 bis 2020 | Saint-Denœux: Einwohnerzahlen von 1793 bis 2020 |
| --- | ----------------------------------------------- | ----------------------------------------------- | ----------------------------------------------- | ----------------------------------------------- |
| Jahr |                                                 |                                                 |                                                 | Einwohner                                       |
| 1793 | 1793                                            |                                                 | 351                                             | 351                                             |
| 1800 | 1800                                            |                                                 | 352                                             | 352                                             |
| 1806 | 1806                                            |                                                 | 367                                             | 367                                             |
| 1821 | 1821                                            |                                                 | 431                                             | 431                                             |
| 1831 | 1831                                            |                                                 | 422                                             | 422                                             |
| 1836 | 1836                                            |                                                 | 426                                             | 426                                             |
| 1841 | 1841                                            |                                                 | 430                                             | 430                                             |
| 1846 | 1846                                            |                                                 | 416                                             | 416                                             |
| 1851 | 1851                                            |                                                 | 373                                             | 373                                             |
| 1856 | 1856                                            |                                                 | 369                                             | 369                                             |
| 1861 | 1861                                            |                                                 | 354                                             | 354                                             |
| 1866 | 1866                                            |                                                 | 358                                             | 358                                             |
| 1872 | 1872                                            |                                                 | 361                                             | 361                                             |
| 1876 | 1876                                            |                                                 | 353                                             | 353                                             |
| 1881 | 1881                                            |                                                 | 339                                             | 339                                             |
| 1886 | 1886                                            |                                                 | 313                                             | 313                                             |
| 1891 | 1891                                            |                                                 | 291                                             | 291                                             |
| 1896 | 1896                                            |                                                 | 279                                             | 279                                             |
| 1901 | 1901                                            |                                                 | 257                                             | 257                                             |
| 1906 | 1906                                            |                                                 | 272                                             | 272                                             |
| 1911 | 1911                                            |                                                 | 284                                             | 284                                             |
| 1921 | 1921                                            |                                                 | 220                                             | 220                                             |
| 1926 | 1926                                            |                                                 | 200                                             | 200                                             |
| 1931 | 1931                                            |                                                 | 220                                             | 220                                             |
| 1936 | 1936                                            |                                                 | 232                                             | 232                                             |
| 1946 | 1946                                            |                                                 | 225                                             | 225                                             |
| 1954 | 1954                                            |                                                 | 213                                             | 213                                             |
| 1962 | 1962                                            |                                                 | 219                                             | 219                                             |
| 1968 | 1968                                            |                                                 | 192                                             | 192                                             |
| 1975 | 1975                                            |                                                 | 186                                             | 186                                             |
| 1982 | 1982                                            |                                                 | 157                                             | 157                                             |
| 1990 | 1990                                            |                                                 | 149                                             | 149                                             |
| 1999 | 1999                                            |                                                 | 116                                             | 116                                             |
| 2006 | 2006                                            |                                                 | 123                                             | 123                                             |
| 2013 | 2013                                            |                                                 | 152                                             | 152                                             |
| 2020 | 2020                                            |                                                 | 159                                             | 159                                             |
| Quelle(n): EHESS/Cassini bis 1999, INSEE ab 2006 Anmerkung(en): Ab 1962 offizielle Zahlen ohne Einwohner mit Zweitwohnsitz |                                                 |                                                 |                                                 |                                                 |

## Sehenswürdigkeiten
- Kriegerdenkmal
- Kirche Sainte-Austreberthe, Monument historique

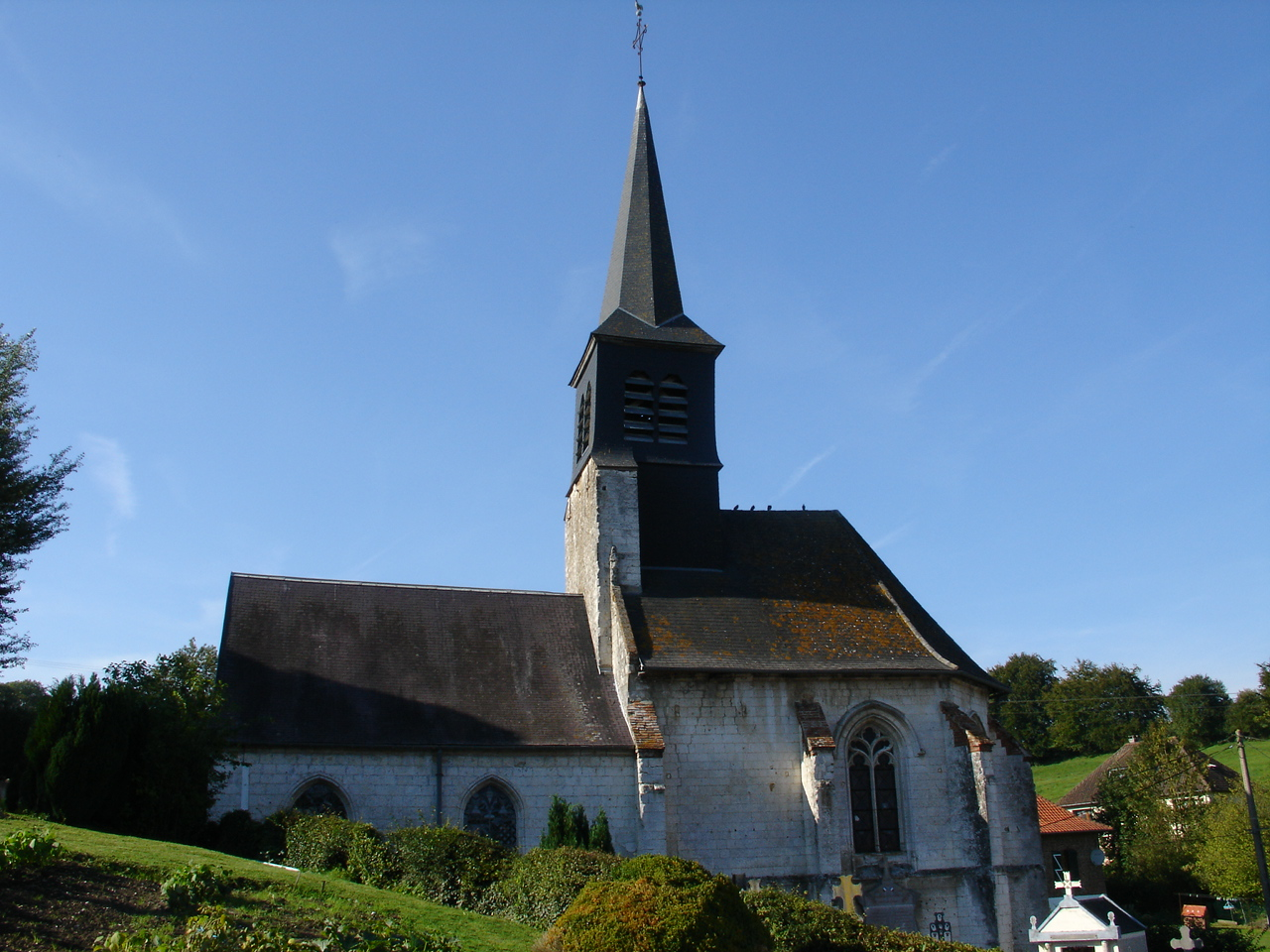
Kirche Sainte-Austreberthe